# 布拉瓦島
布拉瓦島（葡萄牙語：Brava）是西非島國佛得角的島嶼，屬於背風群島的一部分，亦为该国纬度最低之岛屿，長24公里、寬16公里，面積67平方公里，最高點海拔高度976米，主要經濟活動有捕鯨業、農業、漁業和旅遊業，2015年人口約5,698人。

## 外部連結
1. ↑  鄺艷湘; 李廣一. . 北京市: 社會科學文獻出版社. 2018: 33-34  [2024-10-24]. ISBN 9787520103718.